# Oscar Paul Osthoff
Oscar Paul Osthoff (né le 23 mars 1883 et mort le 9 décembre 1950) est un ancien haltérophile américain.

## Jeux olympiques
- Jeux olympiques d'été de 1904 à Saint-Louis 
  -  Médaille d'or en poids lourds à un bras.
  -  Médaille d'argent en poids lourds à deux bras.